# Памятник жертвам Ходжалинской резни (Гаага)
Памятник жертвам Ходжалинской резни, осуществлённой в ночь с 25 на 26 февраля 1992 году членами армянских вооружённых формирований в отношении жителей азербайджанского города Ходжалы, расположен в Гааге (Нидерланды), в парке «Камперфоелиестраат». Это первый памятник жертвам Ходжалинской резни, установленный в Европе.

## Открытие
Памятник был установлен 24 февраля 2008 года по инициативе азербайджанской диаспоры в Нидерландах, которую представляет культурное объединение «Голландия-Азербайджан-Тюрк», и при поддержке посольства Азербайджана в Нидерландах, Государственного комитета Азербайджанской Республики по работе с проживающими за рубежом азербайджанцами и Фонда Гейдара Алиева.
Высота памятника около 2 метров. На памятнике изображена мать, поднявшая над головой ребёнка. Территория, на которой установлен памятник, арендована на 30 лет.